# Babs Bijlsma
Babs Bijlsma (Sneek, 21 maart 1969) is een Nederlands voormalig langebaanschaatsster. 
Op het Wereldkampioenschappen schaatsen junioren 1987 werd ze elfde.
In 1988 en 1992 nam ze deel aan de NK Afstanden, en aan het NK Allround in 1992.

## Records

### Persoonlijke records[3]
| Afstand    | Tijd    | Datum            | Baan       |
| ---------- | ------- | ---------------- | ---------- |
| 500 meter  | 43,30   | 14 maart 1988    | Heerenveen |
| 1000 meter | 1.26,26 | 20 maart 1987    | Heerenveen |
| 1500 meter | 2.11,76 | 2 januari 1988   | Heerenveen |
| 3000 meter | 4.42,39 | 24 november 1991 | Heerenveen |
| 5000 meter | 7.57,21 | 15 december 1991 | Utrecht    |